# گرانیت‌سیتی (ایلینوی)
گرانیت‌سیتی، ایلینوی (به انگلیسی: Granite City, Illinois) یک شهر در ایالات متحده آمریکا با جمعیت ۲۹٬۸۴۹ نفر است که در ایلی‌نوی واقع شده‌است.

## موقعیت جغرافیایی
موقعیت جغرافیایی شهرها و مناطق اطراف به شرح زیر است: